# 4-ток
4-ток, четырёхток в специальной и общей теории относительности — лоренц-ковариантный четырёхвектор, который объединяет плотность тока электрических зарядов (или 3-вектор плотности тока любых других частиц) и объёмную плотность заряда (или объёмную концентрацию частиц).
{\displaystyle J^{\mu }=\left(c\rho ,\;\mathbf {j} \right),}
где
{\displaystyle c} — скорость света,
{\displaystyle \rho } — скалярная плотность заряда,
{\displaystyle \mathbf {j} =\rho \,\mathbf {u} } — 3-вектор плотности тока,
{\displaystyle \mathbf {u} } — 3-вектор скорости зарядов.
В специальной теории относительности локальное сохранение электрического заряда выражается уравнением непрерывности, которое означает равенство нулю инвариантной дивергенции 4-тока:
{\displaystyle D\cdot J=\partial _{\mu }J^{\mu }={\frac {\partial \rho }{\partial t}}+\nabla \cdot \mathbf {j} =0,}
где {\displaystyle D} — 4-векторный оператор, называемый 4-градиентом и определяемый как {\displaystyle \left({\frac {1}{c}}{\frac {\partial }{\partial t}},\;\mathbf {\nabla } \right)}. Здесь использовано соглашение Эйнштейна о суммировании по повторяющимся индексам. Вышеприведённое уравнение можно короче записать как
{\displaystyle J^{\mu }{}_{,\mu }=0}
с обычным обозначением частной производной по данной координате как запятой перед соответствующим индексом.
В общей теории относительности уравнение непрерывности записывается так:
{\displaystyle J^{\mu }{}_{;\mu }=0\,,}
где точка с запятой перед индексом означает ковариантную производную по соответствующей координате.

## Бикватернионное представление
Аналогом 4-тока в релятивистской бикватернионной алгебре служит бикватернион тока, имеющий в скалярно-векторном представлении следующий вид:
{\displaystyle J=4\pi \left(\rho ,\;\mathbf {j} \right).}
Используется система единиц, в которой скорость света {\displaystyle c=1}.
В бикватернионном представлении уравнения Максвелла выражаются в виде:
{\displaystyle D\mathbf {F} ={\overline {J}},}
где {\displaystyle \mathbf {F} =\mathbf {E} +i\mathbf {H} } — комплексная напряжённость электромагнитного поля (вектор Римана — Зильберштейна), {\displaystyle D} — бикватернионный оператор градиента (аналог 4-градиента): {\displaystyle D=(\partial _{t},\nabla )}.
{\displaystyle D\mathbf {F} =(\partial _{t},\nabla )\mathbf {F} =\left(\nabla \cdot \mathbf {F} ,\partial _{t}\mathbf {F} +i\nabla \times \mathbf {F} \right)=\left(\nabla \cdot \mathbf {E} +i\nabla \cdot \mathbf {H} ,\partial _{t}\mathbf {E} +i\partial _{t}\mathbf {H} +i\nabla \times \mathbf {E} -\nabla \times \mathbf {H} \right),~~}{\displaystyle {\overline {J}}=4\pi (\rho ,-\mathbf {j} )}
{\displaystyle D\mathbf {F} ={\overline {J}}~\Leftrightarrow ~{\begin{cases}\nabla \cdot \mathbf {E} +i\nabla \cdot \mathbf {H} =4\pi \rho \\\partial _{t}\mathbf {E} +i\partial _{t}\mathbf {H} +i\nabla \times \mathbf {E} -\nabla \times \mathbf {H} =-4\pi \mathbf {j} \end{cases}}~\Leftrightarrow ~{\begin{cases}\nabla \cdot \mathbf {E} =4\pi \rho \\\nabla \cdot \mathbf {H} =0\\\partial _{t}\mathbf {E} -\nabla \times \mathbf {H} =-4\pi \mathbf {j} \\\partial _{t}\mathbf {H} +\nabla \times \mathbf {E} =0\end{cases}}}
Последняя система уравнений и представляет собою уравнения Максвелла. Таким образом, мы доказали их эквивалентность исходному уравнению в бикватернионах.